# Mõnnuste
Koordinaten: 58° 19′ N, 22° 16′ O
Mõnnuste (deutsch Mönnust) ist ein Dorf (estnisch küla) auf der größten estnischen Insel Saaremaa. Es gehört zur Landgemeinde Saaremaa (bis 2017: Landgemeinde Lääne-Saare) im Kreis Saare.

## Einwohnerschaft und Lage
Das Dorf hat 61 Einwohner (Stand 1. Januar 2016). Seine Fläche beträgt 8,19 km².
Der Ort liegt 14 Kilometer nordwestlich der Inselhauptstadt Kuressaare. Er wurde erstmals 1592 urkundlich erwähnt. Östlich des Dorfkerns fließt der Fluss Kärla (Kärla jõgi).

## Orthodoxe Kirche
Von der 1868 errichteten orthodoxen Kirche der Erscheinung des dreifaltigen Gottes (Kolmainu Jumala Ilmumise kirik) mit ihren beiden Türmen stehen heute nur noch die Ruinen. Mit der sowjetischen Besetzung Estlands wurde 1941 der Glockenturm abgetragen, da sich in der Nähe ein Luftwaffenstützpunkt befand. Die Kirchengemeinde wurde 1949 von den sowjetischen Behörden endgültig aufgelöst. Das Gotteshaus diente anschließend als Sporthalle, Lager der örtlichen Kolchose und zuletzt als Schafstall.